# Pro-Música Brasil
Pro-Música Brasil (PMB), колишня назва Бразильська асоціація музичних продюсерів (порт. Associação Brasileira dos Produtores de Discos) — офіційна організація, яка представляє музичні лейбли бразильського ринку фонограм.

## Компанії-партнери
Список всіх компаній, які співпрацюють із Pro-Música Brasil.
- EMI-Odeon, EMI Fênix, EMI Jangada, EMI Imperador - EMI Music - EMI Records.
- Microservice Tecnologia Digital.
- MK Music.
- Edições Paulinas
- Record Produções e Gravações Ltda..
- Line Records[3][4]
- New Music.
- Som Livre.
- Sony Music.
- Universal Music.
- Walt Disney Records.
- Warner Music.
- Continental EastWest.

## Сертифікація продаж
До 1990 не існувало жодної бразильської музичної сертифікації. Після цього стандарти продаж для сертифікацій є:
| Сертифікація     | До 2003   | 2004-2005 | 2006-2009 | Із 2010 |
| ---------------- | --------- | --------- | --------- | ------- |
| Золото           | 100,000   | 50,000    | 50,000    | 40,000  |
| Платина          | 250,000   | 125,000   | 100,000   | 80,000  |
| Подвійна Платина | 500,000   | 250,000   | 200,000   | 160,000 |
| Потрійна Платина | 750,000   | 375,000   | 300,000   | 240,000 |
| Діамант          | 1,000,000 | 500,000   | 500,000   | 300,000 |

| Сертифікація     | До 2005 | Із 2006 |
| ---------------- | ------- | ------- |
| Золото           | 25,000  | 25,000  |
| Платина          | 50,000  | 50,000  |
| Подвійна Платина | —       | 100,000 |
| Потрійна Платина | —       | 150,000 |
| Діамант          | 100,000 | 250,000 |

| Сертифікація     | До 2000   | 2001-2005 | 2006-2009 | Із 2010 |
| ---------------- | --------- | --------- | --------- | ------- |
| Золото           | 100,000   | 50,000    | 30,000    | 20,000  |
| Платина          | 250,000   | 125,000   | 60,000    | 40,000  |
| Подвійна Платина | 500,000   | 250,000   | 120,000   | 80,000  |
| Потрійна Платина | 750,000   | 375,000   | 180,000   | 120,000 |
| Діамант          | 1,000,000 | 500,000   | 250,000   | 160,000 |

| Сертифікація     | До 2005 | Із 2006 |
| ---------------- | ------- | ------- |
| Золото           | 25,000  | 15,000  |
| Платина          | 50,000  | 30,000  |
| Подвійна Платина | —       | 60,000  |
| Потрійна Платина | —       | 90.000  |
| Діамант          | 100,000 | 125,000 |